# Kai-n-Tiku-Aba
In de mythologie van Micronesië en Kiribati is Kai-n-Tiku-Aba ('boom van de vele takken") een heilige boom, gelegen in Samoa, die groeide op de rug van een man genaamd Na Abitu. Koura-Abi, een destructieve man, brak het. Door deze gebeurtenis verlieten mensen Samoa in groten getale, en verspreidden ze zich over de wereldbol.